# Institut de recherche et coordination acoustique/musique
Ircam
Pour les articles homonymes, voir Ircam.
Ne doit pas être confondu avec l'Ircam de Rabat.
L’Institut de recherche et coordination acoustique/musique (plus connu sous son acronyme Ircam) est un centre français de recherche scientifique, d'innovation technologique et de création musicale, fondé par Pierre Boulez avec Michel Decoust et quelques autres, et dirigé depuis 2006 par Frank Madlener.
Institut de recherche, de production mais aussi lieu de formation, de consultation et d'expérimentation, avec une volonté permanente d'interaction entre musique et scientifiques, l'Ircam se distingue des autres centres de recherche et de création de musique contemporaine.
D'une part, par les trois grands champs dans lesquels l'institut s'investit :
- la recherche musicale couvre tous les genres musicaux dans les domaines de la lutherie acoustique et électronique, de la diffusion à l'éducation assistée par la technologie ;
- la recherche sonore s'étend aux outils de production audiovisuelle et multimédia, à l'utilisation des artefacts sonores dans tous les domaines : traitement de la voix, simulation, réalité virtuelle et augmentée, design sonore et conception fonctionnelle du son dans son environnement quotidien comme l'automobile ;
- la recherche scientifique qui constitue le plus large champ d'activités de l'Ircam. Les recherches sur la création font appel à des nombreuses disciplines connexes comme les mathématiques, la biologie ou encore les neurosciences qu'elles alimentent en retour par l'élaboration de connaissances, modèles et méthodes.

D'autre part, par ses actions de transmissions des pratiques musicales et technologiques.
Sous la tutelle du ministère de la Culture et de la Communication et associé au Centre Pompidou dès sa création, l'Ircam est constitué en association loi de 1901. L'unité mixte de recherche (UMR 9912), hébergé par l'Ircam, a été fondé en 1995 en association avec le Centre national de la recherche scientifique (CNRS) et le ministère de la Culture et de la Communication. La faculté des sciences et ingénierie de Sorbonne-Université, anciennement l'université Pierre-et-Marie-Curie (UPMC), est l'une des tutelles de l'UMR depuis 2010.

## Histoire
L'Ircam a été fondé par Pierre Boulez, compositeur et chef d'orchestre à la demande du président de la République Georges Pompidou qui avait pour volonté de créer un institut pour la création musicale actuelle. Pierre Boulez annonça la création et les objectifs généraux de l'Ircam lors d'une conférence de presse au théâtre de la Ville en mars 1974.

## Activités
Comme laboratoire et lieu de transmission, l'Ircam anticipe les bouleversements de la révolution numérique sur les langages, les pratiques artistiques et les pratiques culturelles, en particulier dans le champ du spectacle vivant et des « arts du temps » (création musicale, opéra, danse, théâtre, vidéo, cinéma, design sonore). Il défend l'intérêt d'une Recherche et Développement indépendante, débouchant sur des applications artistiques avec, en retour, l'implication d'artistes dans des projets de recherche collective.
L'institut mise ainsi sur l'interdisciplinarité et mobilise des métiers et des publics complémentaires : les compositeurs, interprètes, ingénieurs du son, les chorégraphes et danseurs, les designers sonores et metteurs en scène, les vidéastes et plasticiens, les concepteurs de jeux vidéo, d'installations ou d'environnements interactifs, mais aussi les chercheurs, les informaticiens, les doctorants et les réalisateurs en informatique musicale… L'institut soutient également l'émergence de nouvelles signatures (Académie et Festival), de communautés d'utilisateurs passionnés par l'innovation technique (Forum), de pratiques culturelles inédites pour les publics, attirés par le monde numérique. Enfin la valorisation industrielle assure le transfert des technologies issues du labo Ircam dans un réseau plus vaste que celui de la création musicale.
En matière de production, l'Ircam mène ses expérimentations sur des scènes diverses (Scala, Royal Albert Hall, Philharmonie de Berlin, scènes et festivals nationaux) ou au sein de l'espace public, investissant tous les genres musicaux, du jardin sonore à l'opéra. En matière de formation, il propose des cursus au rayonnement international, un doctorat en recherche musicale et des actions hors les murs (Asie, Amérique latine). En matière de transmission et de démocratisation, il tente de mobiliser des publics éloignés des lieux de création, grâce aux Ateliers de la création pour les lycées professionnels, aux parcours artistiques destinés aux licences universitaires, aux parcours musique mixte pour les écoles, et aux ressources en ligne.
En 2019, Ircam Amplify, est créé pour développer les offres existantes et l'élargir au design sonore auprès de nouveaux publics. Les trois territoires d’Ircam Amplify rencontrent tous les usages du son aujourd’hui:  
1. Le son comme environnement avec le design sonore, le son immersif et la création de contenus inédits.
2. Les interfaces homme-machine avec la synthèse vocale, les nouveaux instruments de musique, la transformation du son et de la voix dans le spectacle vivant, le cinéma et le jeu vidéo. Le Monde a fait appel à cette société pour reconstituer l'Appel du 18 Juin du Général de Gaulle qui n'a jamais été enregistré par la BBC.
3. Le son comme "data" qui est valorisé par l’indexation, la navigation intelligente dans des bases de données, et la recommandation d’offres musicales.

## Bâtiment

Bâtiment de l'Ircam en 2010.

Situé sous la place Igor-Stravinsky qui a ultérieurement accueilli la fontaine Stravinsky (1983) réalisée par Niki de Saint-Phalle et Jean Tinguely, l'Ircam est complètement souterrain à sa création. Pourquoi une construction en sous-sol ? L'une des raisons principales est la maîtrise de l'acoustique. En effet, moins de bruits parasites et de paramètres à prendre en compte en sous-sol. En 1990, la Tour de verre est édifiée par Renzo Piano, complétée en juin 1996 par la réhabilitation de l'École Jules Ferry et un bâtiment des bains-douches.

### L'Espace de projection
Salle à acoustique variable, l'Espace de projection n'est pas seulement une salle de concerts mais un espace pouvant être également utilisé comme studio d'enregistrement ou encore lieu d'expérimentations. Boîte étanche creusée à seize mètres de profondeur, Pierre Boulez surnommait cet espace pouvant projeter du son et de la lumière le « hangar luxueux ». Les premiers concerts eurent lieu en 1978 avec des œuvres de York Höller (en), Jean-Claude Risset ou encore Stockhausen.
En 2012, on achève l'installation d'un ambitieux système de spatialisation sonore dans l'Espace de projection. À la fois outil et objet de recherche, cet équipement combine deux systèmes de pointe en matière de reproduction du champ sonore, la WFS (en) (synthèse d'hologrammes sonores) et ambisonics (immersion sonore 3D). Les travaux menés trouvent leurs applications dans les domaines de la réalité virtuelle ou augmentée, le spectacle vivant, mais aussi le cinéma et les jeux vidéo. Ce dispositif constitué d'une ceinture de 264 haut-parleurs régulièrement répartis autour de la scène et du public pour la diffusion en WFS et d'un dôme de 75 haut-parleurs pour une diffusion tridimensionnelle en Ambisonics. Ces 339 haut-parleurs sont contrôlés par un ensemble d'ordinateurs gérant en temps-réel la spatialisation des sources sonores.
L'Espace de projection a fermé ses portes en 2015 pour travaux et a rouvert en juin 2022 pour la Fête de la Musique, puis en janvier 2023 avec un concert de Jean-Michel Jarre.

### La chambre anéchoïque
Entièrement recouverte de prismes (dièdres) de laine de verre, cette salle, communément appelé chambre anéchoïque est utilisée pour effectuer des mesures acoustiques s'affranchissant de l'effet de salle pour savoir comment le son se déplace et se développe dans l'espace. Elle permet aux scientifiques et aux musiciens de quantifier des grandeurs acoustiques telles que puissances sonores, effets de directivité, niveau sonore. L'onde se retrouve piégée en cassant sur la pointe du dièdre.

### Les studios
Les studios de l'Ircam, au nombre de huit (en comptant la chambre anéchoïque), sont des boîtes autonomes et désolidarisées de la structure du bâtiment. En effet, les studios sont séparés du reste du bâtiment par une lame d'air périphérique allant de 5 à 50 cm ; de ce fait, il n'existe aucun pont phonique entre les structures. On y retrouve des studios d'expérimentations et d'enregistrements.

### La médiathèque
Ouverte depuis juin 1996 à l'initiative de Laurent Bayle, la médiathèque a pour vocation de diffuser les fonds patrimoniaux de l'Ircam et développe des documents multimédia à visée pédagogique. Fonds unique concernant le domaine de la musique de 1945 à nos jours, elle regroupe la base BRAHMS (base de documentation sur la musique contemporaine), des archives audiovisuelles et sonores, des catalogues d'œuvres, des analyses commentées du répertoire Ircam ainsi que des articles scientifiques ou musicologiques.

## Chronologie
- 1969 : Pierre Boulez est chargé par Georges Pompidou de créer et diriger un institut de recherche et création musicales associé au centre Pompidou.
- 1977-78 : Ouverture du bâtiment conçu par Renzo Piano. Premières manifestations publiques.
- 1990 : Création du Cursus international de composition et d'informatique musicale.
- 1992 : Laurent Bayle succède à Pierre Boulez à la direction de l'Ircam.
- 1993 : Mise en place du Forum Ircam (utilisateurs des logiciels Ircam). Lancement d'une politique de valorisation technologique. Création du DEA national Atiam en collaboration avec plusieurs universités et établissements d'enseignement supérieur.
- 1995 : L'Ircam et le CNRS s'associent autour d'une unité mixte de recherche, intitulée Ircam-CNRS, puis Sciences et technologies de la musique et du son (STMS).
- 1998 : Création du Festival Agora.
- 2002 : Bernard Stiegler prend la direction de l'Ircam.
- 2004 : Lancement de nouveaux groupes de recherche musicale (orchestration, rythme, voix).
- 2006 : Frank Madlener devient directeur artistique et général de l'Ircam. Premier numéro de L'Étincelle, journal pluridisciplinaire de la création à l'Ircam. Lancement de la collection Musique/Sciences en coédition avec Delatour-France.
- 2007 : Création du nouveau Cursus 2 pour les jeunes compositeurs.
- 2008 : Lancement de Sirènes, nouvelle collection discographique.
- 2010 : L'UPMC rejoint le ministère de la Culture et de la Communication et le CNRS au sein de l'Unité mixte de recherche STMS. Mise en œuvre de la valorisation industrielle. Lancement des Ircam Tools, collection de plug-ins issus des laboratoires de l'Ircam et commercialisés par la société Flux::
- 2012 : Lancement du festival ManiFeste[19], et de son académie pluridisciplinaire avec les programmes In Vivo consacrés au spectacle vivant intégrant toutes les dimensions technologiques. Lancement du réseau européen ULYSSES[20], soutenant la création émergente et sa professionnalisation en Europe.
- 2014 : Lancement d'un doctorat de recherche en composition, conjointement avec Sorbonne Universités, l'UPMC et Paris-Sorbonne.
- 2015 : Le Comité Colbert coopte l'Ircam[21]
- 2017 : Lancement du Forum Vertigo consacré aux arts et à l'innovation, en étroite relation avec le Musée national d'art moderne / Centre de création industrielle.
- 2019 : Création d'une filiale, Ircam Amplify[22].
- 2023 : Ré-ouverture de l'Espace de projection dit "l'Espro"[23].